# Готби, Афшин
Афши́н Го́тби (англ. Afshin Ghotbi, перс. افشین قطبی‎; род. 8 февраля 1964, Тегеран) — американский футболист и футбольный тренер иранского происхождения.

## Биография и карьера
Родился в 1964 году в столице Ирана Тегеране. В возрасте 13 лет вместе с семьей покинул Иран и переехал в США. В Калифорнийском университете в Лос-Анджелеса получил степень бакалавра по электротехнике. В студенческие годы, играя за футбольную команду университета, серьёзно увлёкся футболом. В 1984 году стал главным тренером женской команды университета. Проработал с женской командой до 1988 года, в том же году стал работать в футбольной команде школы «Глобал Соккер Скул». С 1988 по 2001 год также возглавлял команду школы «Ла Каньяда Хай Скул».
В 1997 году возглавлял лос-анджелесский клуб «Голден Иглз». С 1997 по 1998 работал помощником главного тренера сборной США. В 2000—2002 годах входил в тренерский штаб сборной Южной Кореи, в 2002—2004 годах в южнокорейском клубе «Сувон», в 2004—2005 годах в американском «Лос-Анджелес Гэлакси», в 2004—2007 годах снова входил в тренерский штаб сборной Южной Кореи.
В 2007 году неожиданно был приглашён в Иран и возглавил тегеранский «Персеполис», работал в данном клубе до ноября 2008 года. Вместе с клубом стал чемпионом иранской Про-лиги. В 2009 году был назначен главным тренером сборной Ирана. Работал со сборной до окончания Кубка Азии 2011, в котором сборная Ирана остановилась на 1/4 финала. Сразу после увольнения с поста главного тренера сборной Ирана возглавил японский клуб. В 2016 году возглавлял таиландский клуб, в том же году возглавил китайский клуб «Шицзячжуан Эвер Брайт».